# ادريانو سيلفا
ادريانو سيلفا (29 يناير 1980 ببلدية بونتي نوفا في البرازيل - ) هو لاعب كرة قدم برازيلي في مركزي قلب الدفاع والدفاع. لعب مع أتلتيكو باراناينسي وأتلتيكو مينييرو ونادي جوفنتودي ونادي ريو برانكو ونادي غينت ونادي مونز ونادي نانت وTupi Football Club ‏ ونادي فيلا نوفا وDemocrata Futebol Clube ‏ ونادي أمريكا وSport Club Santa Rita ‏.

## وصلات خارجية
- ادريانو سيلفا على موقع رابطة كرة القدم الفرنسية للمحترفين (الإنجليزية)
- ادريانو سيلفا على موقع قاعدة بيانات كرة القدم.إي يو (الإنجليزية)
- ادريانو سيلفا على موقع عالم كرة القدم.نت (الإنجليزية)